# Adolf Jost
Pour les articles homonymes, voir Jost.
Adolf Jost, né le 22 août 1874 à Graz et mort le 20 octobre 1908 à Sorau, était un psychologue autrichien. En 1895, il publie la brochure Le droit de mourir, ouvrage qui contribue au débat sur la question de l'euthanasie.